# Ambystoma altamirani
El ajolote arroyero de la Sierra de las Cruces, de Zempoala o ajolote arroyero de montaña (Ambystoma altamirani) es una especie de anfibio caudado de la familia Ambystomatidae. Es endémico de las montañas del centro de México. Habita en bosques de pino o encino. Mide alrededor de 12 cm, incluyendo la cola. Está amenazada (Norma Oficial Mexicana 059) y se considera como en peligro en Lista Roja de la UICN.

## Descripción
Ambystoma altamirani crece hasta unos 115 mm de largo. Su cola es delgada, tiene una aleta baja en la parte superior y una aleta aún más pequeña en la parte inferior de la cola. La cola es de aproximadamente 50 mm. Las extremidades también son delgadas. La superficie dorsal y los lados son de un color negro violáceo, mientras que el vientre es de color púrpura-lavanda. La barbilla y las superficies inferiores de las extremidades están oscurecidas con un ligero tono lavanda. Los bordes de los labios, las puntas de los dedos y la aleta en la parte inferior de la cola son de color crema.

## Distribución y hábitat
Vive al oeste y al sur del Valle de México, en un rango de altitud de 2.700 a 3.200 m sobre el nivel del mar. Esta especie vive y se reproduce en pequeños arroyos que fluyen a través de bosques de pino o encino de gran altitud. También se puede encontrar en las corrientes de pastos despejados. Ambystoma altamirani adultos viven tanto en tierra como en arroyos.

## Ecología
Ambystoma altamirani pasa por un cambio metamórfico para convertirse en adulto. La salamandra comienza como larva y solo puede sobrevivir en arroyos. A medida que madura, gana extremidades y la capacidad de vivir en tierra, así como también pierde las agallas y las aletas. Algunos adultos y larvas permanecen en las corrientes todo el año, pero otros adultos se van y viven en la tierra. Los adultos vuelven al arroyo para reproducirse y poner huevos. Después de poner los huevos, el adulto abandona las crías sin mostrar signos de cuidado parental.

## Estado de conservación
La especie se considera actualmente una especie en peligro debido a la enorme disminución de la población en las últimas tres generaciones. Esta disminución ha sido causada por cambios en su hábitat. La tala ilegal en los parques nacionales, el turismo recreativo muy pesado, la contaminación de las corrientes y la sedimentación, la desviación de arroyos y los peces depredadores introducidos, como las truchas y la sobrexplotación como alimento han tenido impactos negativos en Ambystoma altamirani. Estos impactos negativos han llevado a la muerte de ciertas especies de las corrientes de la montaña, que luego conduce a una disminución de la población. Debido a esto, la especie ahora está protegida por la ley mexicana bajo "amenazada" (A).